# Centum City

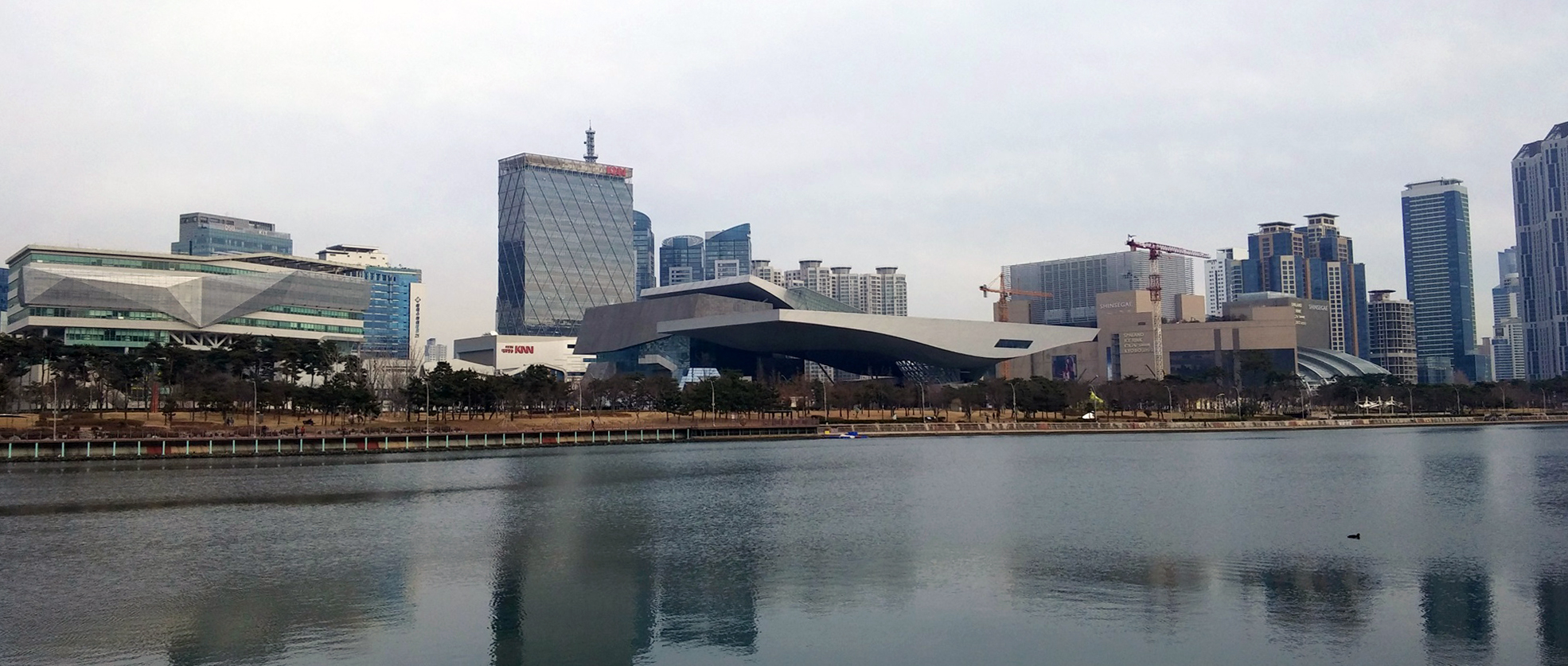
Le quartier Centum city vu de la rive droite du fleuve Suyeong (2014).

Centum City est un quartier de l'arrondissement Haeundae de la ville de Busan, en Corée du Sud.

## Situation
Le quartier Centum City est situé dans la ville de Busan, en Corée du Sud. Il occupe une superficie de 354 000 pyeongs (en) (1 170 248 m2) dans le Sud de l'arrondissement Haeundae, environ 1,2 km au nord-ouest de l'embouchure du fleuve Suyeong (ko), long de 19,2 km.

## Histoire
Durant les dernières années d'occupation de la Corée par le Japon, l'armée de l'empire du Japon contraint les habitants de la péninsule coréenne à participer à son effort de guerre. En 1940, par exemple, dans la plaine alluviale formée par le cours supérieur du fleuve Suyeong, l'Armée impériale japonaise mobilise les riverains du cours d'eau pour construire, non loin de son embouchure, un aérodrome militaire : l'aérodrome de Suyeong. À l'issue de la Seconde Guerre mondiale, les Forces armées des États-Unis prennent possession du terrain d'aviation, et inaugurent des vols intérieurs entre Busan, Daegu et Séoul. Fin 1948, le transporteur national Korean National Airlines (en) ouvre une ligne de transport civil reliant Busan et Séoul. Durant la guerre de Corée (1950 - 1953), l'aérodrome sert, en tant qu'aéroport international, de base aérienne aux troupes militaires coréennes et à celles des Nations unies.
En janvier 1958, l'aérodrome de Suyeong est aménagé et devient l'aéroport de Busan Suyeong. D'une superficie de 1 094 133 m2, il acquiert une dimension internationale en 1963, avec le développement de vols vers l'étranger, notamment une ligne régulière en direction de Fukuoka, chef-lieu de la préfecture de Fukuoka, sur l'île de Kyūshū, au Japon. Treize ans plus tard, il est rebaptisé aéroport international de Gimhae, et déplacé dans le quartier Daejeo 2 de l'arrondissement Gangseo,,. Dès lors, le terrain de l'aéroport de Busan Suyeong est loué pour servir d'entrepôt à conteneurs. Jusqu'au 16 février 1996, une partie de l'emplacement de l'ancien aéroport est cependant utilisée comme aérodrome militaire par le ministère de la Défense ; le 1er avril de la même année, le terrain est cédé à la municipalité de Busan. Durant le second semestre 1996, le ministère coréen de la construction et des transports (en) élabore un plan de réaménagement de l'ancien terrain d'aviation. La décision de reconversion en un parc industriel de type technopole est arrêtée le 20 septembre 1997, puis confirmée le 6 janvier 2000. Le complexe industriel est baptisé « Centum city », le 12 mai 2000. Sa construction débute cinq mois plus tard, en présence de Kim Dae-jung, 8e président de la République,. Les travaux sont achevés le 30 novembre 2005.